# Kelly Link
Kelly Link (1969) é uma escritora de contos estadunidense. Suas histórias se enquadram no estilo descrito como slipstream: uma combinação de ficção científica, fantasia, horror, mistério e realismo.
Link e seu marido (Gavin Grant) editam desde 1997 um fanzine de fantasia semi-anual intitulado Lady Churchill's Rosebud Wristlet (ou LCRW). O casal vive em Northampton, Massachusetts.

## Obras

### Coletâneas
- Stranger Things Happen: Livro do Ano da Salon.com, favorito do Village Voice (disponível para download gratuito aqui sob licença Creative Commons)
- Magic for Beginners: 2006
- Pretty Monsters: 2008
- Get in Trouble: Stories 2015

### Histórias
- "Magic for Beginners": 2005 Nebula Award como Melhor Noveleta
- "The Faery Handbag": 2005, prêmios Hugo e Nebula como Melhor Noveleta, vencedor do Locus Award
- "Louise's Ghost": 2001, Nebula Award como Melhor Noveleta
- "The Specialist's Hat": 1999, World Fantasy Award
- "Travels with the Snow Queen": 1997, James Tiptree, Jr. Award
- "Stone Animals": 2005, Best American Short Stories

## Outras obras
- 4 Stories (chapbook) Small Beer Press, 2000
- Stranger Things Happen, Small Beer Press, 2001
- Magic For Beginners, Small Beer Press, 2005
- Catskin: a swaddled zine, Jelly Ink Press, data desconhecida

## Edição
- Trampoline, Small Beer Press, 2003
- The Year's Best Fantasy and Horror, volume 17 (com Ellen Datlow e Gavin J. Grant). St. Martin's Press, 2004

### Entrevistas
- «Entrevista com Kelly Link» (em inglês). realizada por Jay Tomio para Fantasybookspot.com. (Dezembro de 2005)
- «Entrevista» (em inglês). realizada por John Joseph Adams
- «Entrevista» (em inglês). realizada por Stephany Aulenback em MaudNewton.com
- «Trecho de entrevista» (em inglês). para a revista Locus.